# Christian August Fischer
Christian August Fischer (Leipzig, 29 de agosto de 1771-Maguncia, 14 de abril de 1829) fue un escritor alemán y viajero. Desarrolló sus obras literarias bajo el pseudónimo Felix von Fröhlichsheim (juego de palabras entre Fexix y Fröhlichsheim que significa "Patria de la felicidad") y Christian Althing. Fischer documentó un viaje que hizo desde Ámsterdam pasando por Madrid y Cádiz en los años 1797 y 1798. Dedicó igualmente una de sus obras monográficas a un viaje realizado por Valencia. Muchas de sus obras de viajes son tenidas en cuenta por los estudiosos de las costumbres españolas de finales del siglo XVIII.

## Biografía
Fischer estudió desde el año 1788 hasta 1792 derecho la Universidad de Leipzig. Tras completar sus estudios dedicó tiempo a viajar por diversas ciudades europeas, tras este periplo regresó a Alemania en 1799 y logró plaza como profesor en Dresde. En Dresde publica algunas de sus obras de viaje. En 1804 logró plaza como profesor de Literatura en Wurzburgo. En el año 1821 publica Fischer obras bajo los pseudónimos Felix von Fröhlichsheim y Katzensprung von Frankfurt am Main nach München. Se casó con la escritora alemana Caroline Auguste Fischer.